# 新編五代史平話
『新編五代史平話』（しんぺんごだいしへいわ）は、唐の滅亡（907年）から宋の成立（960年）までの、いわゆる五代十国時代の争いを題材にした2つの 白話小説の一方であり、作者は不詳である。
原本は逸失、残存するのは宋代ないし元代の復刻刊本で、完本はない。その成書については「宋本」「宋編元刊」「金編金刊」の三説ある。全体が一片の連続した作品ではなく、梁、唐、晋、漢、周の各編それぞれ独立して2巻ずつで構成されており、『晋史平話』は巻上、『周史平話』は下巻に欠葉、『梁史平話』および『漢史平話』は上巻のみ残存する。
また歴史記述については、編年体の司馬光 『資治通鑑』をもとに紀事本末体で撰述された朱熹『資治通鑑綱目』に基づくということがほぼ定論とされている。なお日本語訳書はない。

## 注・出典
1. ↑  もう一方は、羅貫中編纂とされる『残唐五代史演義』である。 中国語版ウィキソースに本記事に関連した原文があります：殘唐五代史演義傳
2. ↑  『新編五代史平話』曹元忠による跋文に記述。また他の資料によれば1901年、曹元忠が杭州に遊んだ際、張敦伯家で発見し、1911年に董康誦芬室から影刻本を刊行したとされる。発見された本は中華民国の台灣中央圖書館に収蔵されている。
3. ↑  菅原尚樹「『新編五代史平話』所引詩について」『東北大學中國語學文學論集』第25号、東北大学中国文学研究室、2020年12月、17-27(p.17)、ISSN 1342-6168、NAID 120006957899。
4. ↑  氏岡真士「兩部平話與《通鑑綱目》」『人文科学論集. 文化コミュニケーション学科編』第47号、信州大学人文学部、2013年3月、45-60頁、ISSN 1342-2790、NAID 120005248242。